# Tutmosis (príncep)
Tutmosis (o, més exactament, Djhutmose) va ser un príncep egipci de la XVIII dinastia. Era el fill gran del faraó Amenofis III i la reina Tiy. Sembla que la seva mort va propiciar que Akhenaton, el seu germà petit, fos finalment el successor al tron egipci.

## Vida
El príncep Tutmosis va exercir com a sacerdot de Ptah a l'antiga Memfis. Els seus títols reials complets apareixen al sarcòfag del seu gat de companyia: "Príncep hereu, supervisor dels sacerdots de l'Alt i Baix Egipte, gran sacerdot de Ptah a Memfis i Summe sacerdot (de Ptah)". El sarcòfag de pedra calcària del seu gat asnomenat, Ta-meu, ara al museu del Caire, és el millor referent del príncep. El sarcòfag del gat estableix de manera concloent que Tutmosis era realment el fill gran d'Amenofis III, ja que li atorga el títol de "príncep hereu".
Una petita estatueta d'esquist del príncep com a moliner es troba al Museu del Louvre, "mentre que una figura [del príncep] d'esquist momiforme es troba a Berlín". L'estatueta del Louvre està inscrita en tres cares amb aquest text:
1. (a la dreta) el fill del rei, el summe sacerdot Djhutmose
2. (a l'esquerra) Sóc el servent d'aquest noble déu, el seu moliner

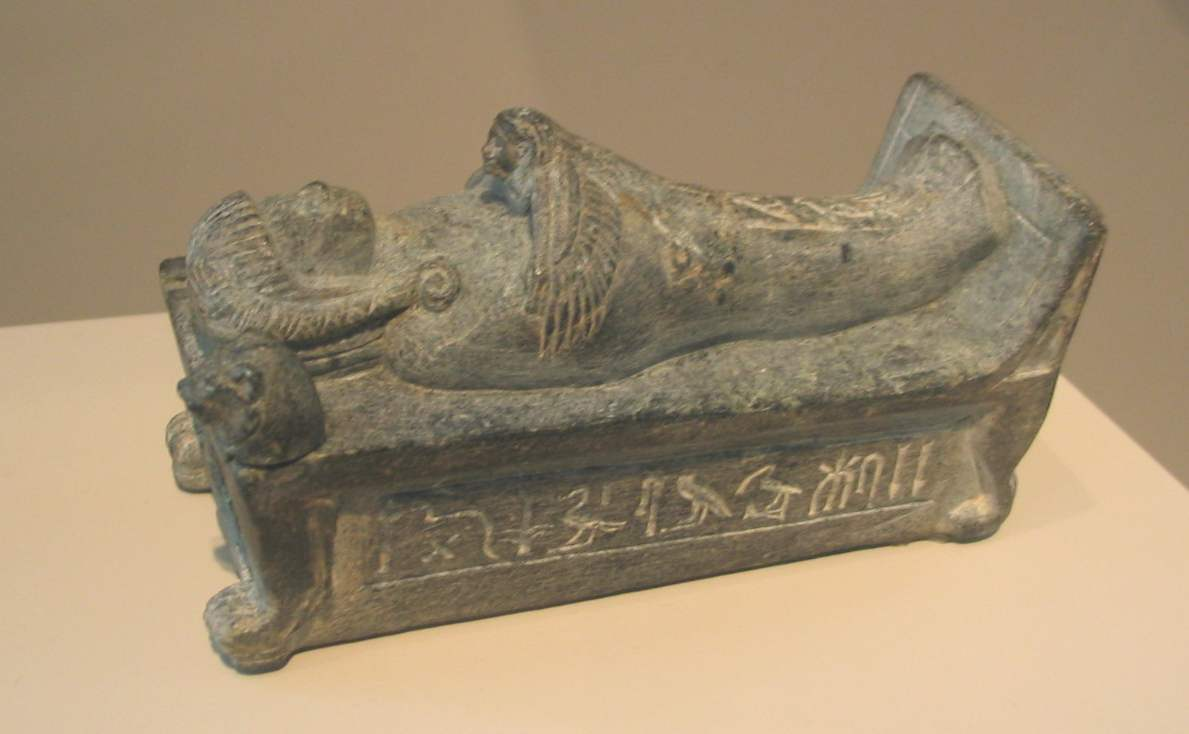
Estatueta funerària del príncep conservada a Berlín.

3. Estatueta funerària del príncep conservada a Berlín. (al davant) Encens per a l'Ennead de la necròpolis occidental

Un total de set parells de gerros de calcita i terrissa, també al Louvre, testimonien també l'existència d'aquest príncep.
El príncep Tutmosis desapareix dels registres durant la tercera dècada del regat d'Amenofis III. Segurament va morir. Al seu lloc, el seu germà petit Amenofis IV, més conegut com a Akhenaton, va pujar al tron.

## Sepultura
La tomba de Tutmosis no s'ha trobat. Com a fill gran del rei, potencial hereu del tron, es podria haver planificat el seu enterrament a Tebes, però cap tomba a la vall dels Reis no pot confirmar aquesta hipòtesi.
Com a gran sacerdot de Ptah, també podria haver estat soterrat a la necròpolis regional de Saqqara, ja que altres grans sacerdots que van ocupar aquest càrrec abans o després d'ell van tenir el privilegi de ser enterrats amb els déus que havien servit.
Probablement es va saquejar la seva tomba; una estàtua funerària amb el seu nom, que avui es conserva al museu del Louvre, va aparèixer al merrcat d'aiguitats. A la mateixa col·lecció segurament també pertanyi un gerro d'alabastre que duu el seu nom.